# Waard
Pour les articles homonymes, voir Waard (homonymie).
Un waard (ou weerd) est un ancien mot néerlandais désignant un territoire plat entouré de cours d'eau dont il est protégé par des digues, sans être pour autant considéré comme une île. Il ne faut pas le confondre avec un uiterwaard, qui est périodiquement inondé. Le mot allemand est: Werder.
Les noms de waards remontent au XIIe siècle en Hollande, dans la région du delta du Rhin et de la Meuse. Quelques grand waards sont l'Alblasserwaard, le Bommelerwaard, le Krimpenerwaard, le Lopikerwaard (nl), le Tielerwaard (nl) et le Hoeksche Waard.
Le Groote of Hollandsche Waard (nl) n'est plus un waard.

## Source
- (nl) Cet article est partiellement ou en totalité issu de l’article de Wikipédia en néerlandais intitulé « Waard » (voir la liste des auteurs).